# جبر کرونا
جبر کرونا (به انگلیسی: Jabar Koruna) یک منطقهٔ مسکونی در پاکستان است که در خیبر پختونخوا واقع شده‌است. جبر کرونا ۳۹۸ متر بالاتر از سطح دریا واقع شده‌است.